# Pterodesmus hova
Pterodesmus hova är en mångfotingart som beskrevs av Henri Saussure och Leo Zehntner 1901. Pterodesmus hova ingår i släktet Pterodesmus och familjen Cryptodesmidae. Inga underarter finns listade i Catalogue of Life.